# Anandra bilineaticeps
Anandra bilineaticeps är en skalbaggsart som beskrevs av Maurice Pic 1939. Anandra bilineaticeps ingår i släktet Anandra och familjen långhorningar. Inga underarter finns listade i Catalogue of Life.